# Dadá Maravilha
Dario José dos Santos, meglio noto solo come Dario o come Dadá Maravilha (in italiano Dadá Meraviglioso; Rio de Janeiro, 4 marzo 1943), è un ex calciatore brasiliano di ruolo attaccante, campione del mondo nel 1970 con la Nazionale brasiliana.
È il terzo giocatore brasiliano ad aver realizzato più reti in carriera: 926 contro le 1.281 di Pelé e le 1.002 di Romário.

## Caratteristiche tecniche
Dadá Maravilha era un attaccante di peso e non molto veloce, ma con un grande fiuto per il gol e particolarmente bravo nei colpi di testa.

## Carriera

### Club
Nato in una famiglia povera, Dadá Maravilha iniziò la sua carriera nel 1965 nelle file del Campo Grande, piccola squadra di Rio de Janeiro, dove fu notato da un osservatore dell'Atlético Mineiro, per cui firmò nel 1968.
Nel 1971 conquistò la prima edizione del campionato brasiliano, segnando l'unico gol che decise la finale contro il Botafogo. Giocò per l'Atlético Mineiro fino al 1973, quando si trasferì al Flamengo.
Dopo un altro breve periodo all'Atlético Mineiro, nel 1974 passò allo Sport Recife, con cui vinse il Campionato Pernambucano.
Nel 1976 l'Internacional lo acquistò per una cifra che sull'epoca fu una delle maggiori investite da un club di calcio brasiliano. Dario fu il capocannoniere del campionato brasiliano con 16 gol, tra cui il primo della finale contro il Corinthians, vinta dall'Internacional per 2-0.
Nel 1977 firmò per il Ponte Preta, dove però giocò molto poco a causa di una polmonite. Ritornò all'Atlético Mineiro nel 1978, dove disputò una stagione negativa. Dal 1979 al 1986 giocò in diverse squadre minori, chiudendo la carriera nel Comercial di Registro, San Paolo.
Durante la sua carriera i tifosi gli diedero diversi soprannomi come Dario Peito-de-aço (Dario Petto d'acciaio), Dadá Beija-Flor (Dadá Colibrì) e Rei Dadá (Re Dadá).
Attualmente è un commentatore televisivo.

### Nazionale
Dadá Maravilha conta 6 presenze con la Nazionale brasiliana, con cui esordì il 12 aprile 1970 a Rio de Janeiro in amichevole contro il Paraguay (0-0).
Grazie alle pressioni dell'allora despota brasiliano Emílio Garrastazu Médici, ha fatto parte della selezione che vinse i Mondiali 1970 ma non scese mai in campo. In precedenza, l'imposizione della sua convocazione (insieme a quella di altri calciatori) da parte del politico, aveva comportato le proteste del c.t. João Saldanha, il quale fu sollevato dall'incarico e sostituito da Mário Zagallo.

## Palmarès

### Club

#### Competizioni statali
- Campionato Mineiro: 2

Atlético Mineiro: 1970, 1978
- Campionato Gaúcho: 1

Internacional: 1976
- Campionato Baiano: 2

Bahia: 1981, 1982
- Campionato Goiano: 1

Goiás: 1983

#### Competizioni nazionali
- Campionato brasiliano: 2

Atlético Mineiro: 1971
Internacional: 1976

### Nazionale
- Campionato mondiale: 1

Messico 1970
- Coppa d'Indipendenza Brasiliana: 1

1972

### Individuale
- Capocannoniere del Campionato Mineiro: 4

1969, 1970, 1971, 1972
- Capocannoniere del campionato brasiliano: 3

1971 (15 gol), 1972 (17 gol), 1976 (16 gol)